# Johnny Banco
Johnny Banco è un film del 1967 diretto da Yves Allégret.